# Piaveschlachten
Unter dem Begriff Piaveschlachten werden zwei vergebliche Versuche Österreich-Ungarns zusammengefasst, die italienische Front im November 1917 und im Juni 1918 zu durchbrechen und eine siegreiche Beendigung des Ersten Weltkrieges gegen Italien herbeizuführen. Beim ersten Versuch wurden die Österreicher noch vom Deutschen Reich unterstützt. Die dritte Piaveschlacht im Oktober 1918 war bereits in entgegengesetzter Richtung angesetzt und wurde von den Italienern geführt. Mit der Pluralform Piaveschlachten sind drei Schlachten zusammengefasst, die operativ gesehen völlig unabhängig voneinander am unteren Piave ausgetragen wurden.

## Vorgeschichte
Infolge des Durchbruches der Mittelmächte in der zwölften Isonzoschlacht, auch Schlacht von Karfreit (italienisch Battaglia di Caporetto) genannt, wurde die gesamte italienische Front am Isonzo und in den Karnischen Alpen aufgerollt. Beim Durchbruch wurde die italienische 2. Armee vollständig geschlagen. Um einer Einkesselung zu entgehen, musste sich die 3. Armee unter Herzog Emanuel von Aosta vom unteren Isonzo zum Tagliamento zurückziehen. Auch die italienische Gebirgsfront in den Karnischen Alpen (Zona Carnia) musste eiligst abbauen. Ebenso wich die 4. Armee von den Dolomiten zum Monte Grappa zurück, wo durch den Generalstabschef Luigi Cadorna schon zuvor zwischen der Hochebene von Asiago und dem Piave eine Auffangstellung ausgebaut worden war. Der deutsch-österreichische Durchbruch am oberen Isonzo kam erst Anfang November am Grappa-Massiv und entlang dem Piave bis zur Adria zum Stillstand.
Auf den Entente-Konferenzen von Treviso (30. Oktober 1917), Peschiera (8. November 1917) und Rapallo (15. November 1917) sagten Frankreich (Ferdinand Foch widerwillig) und Großbritannien die Entsendung von ca. zehn Divisionen zu, welche insgeheim dazu vorgesehen waren, die deutschen und österreich-ungarischen Verbände nach einem evtl. Durchbruch am Piave in der Poebene abzufangen und in den Westalpen zu stoppen, wo eine neue Front aufgebaut werden sollte. Die italienische Gegenwehr am Tagliamento brach seit 3. November zusammen, das deutsche Alpenkorps ging bei Pinzano über diesen Fluss und operierte im Anschluss an die k.u.k. Gruppe „Krauß“ in westlicher Richtung auf Aviano. Ab 6. November versuchte die verfolgende 14. Armee, die sich vom Valsugana über das Grappa-Massiv zum Piave langsam bildende feindliche Front zwischen Brenta und Piave zu durchstoßen. Die links aufschließende Gruppe Kraus sollte zwischen Longarone und Belluno nach Süden in Richtung auf Feltre vorgehen. Die k.u.k. Isonzo-Armee erreichte am 8. November den Monticano-Abschnitt.

## Erste Piaveschlacht im November 1917

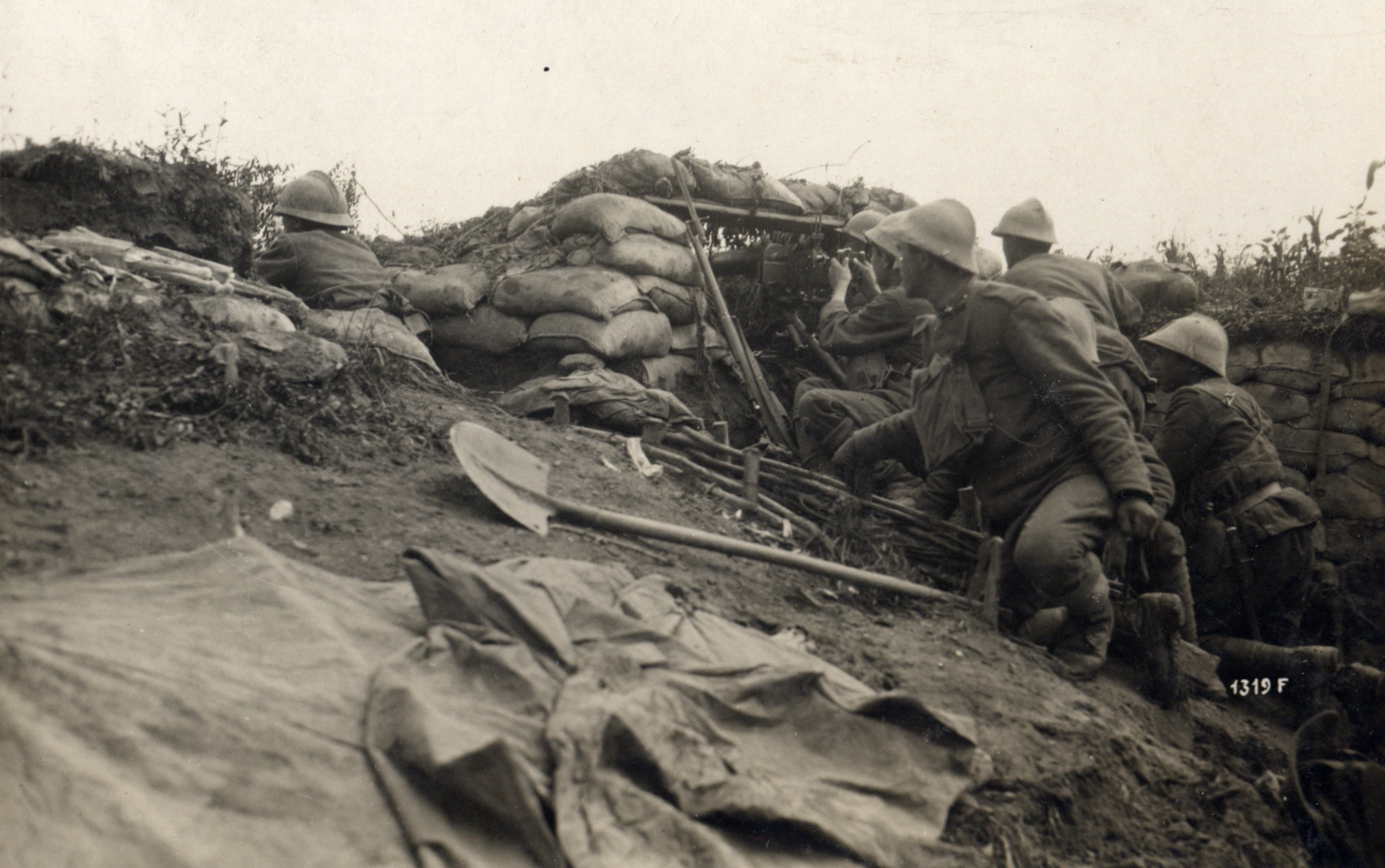
Italienische Maschinengewehrstellung am Piave

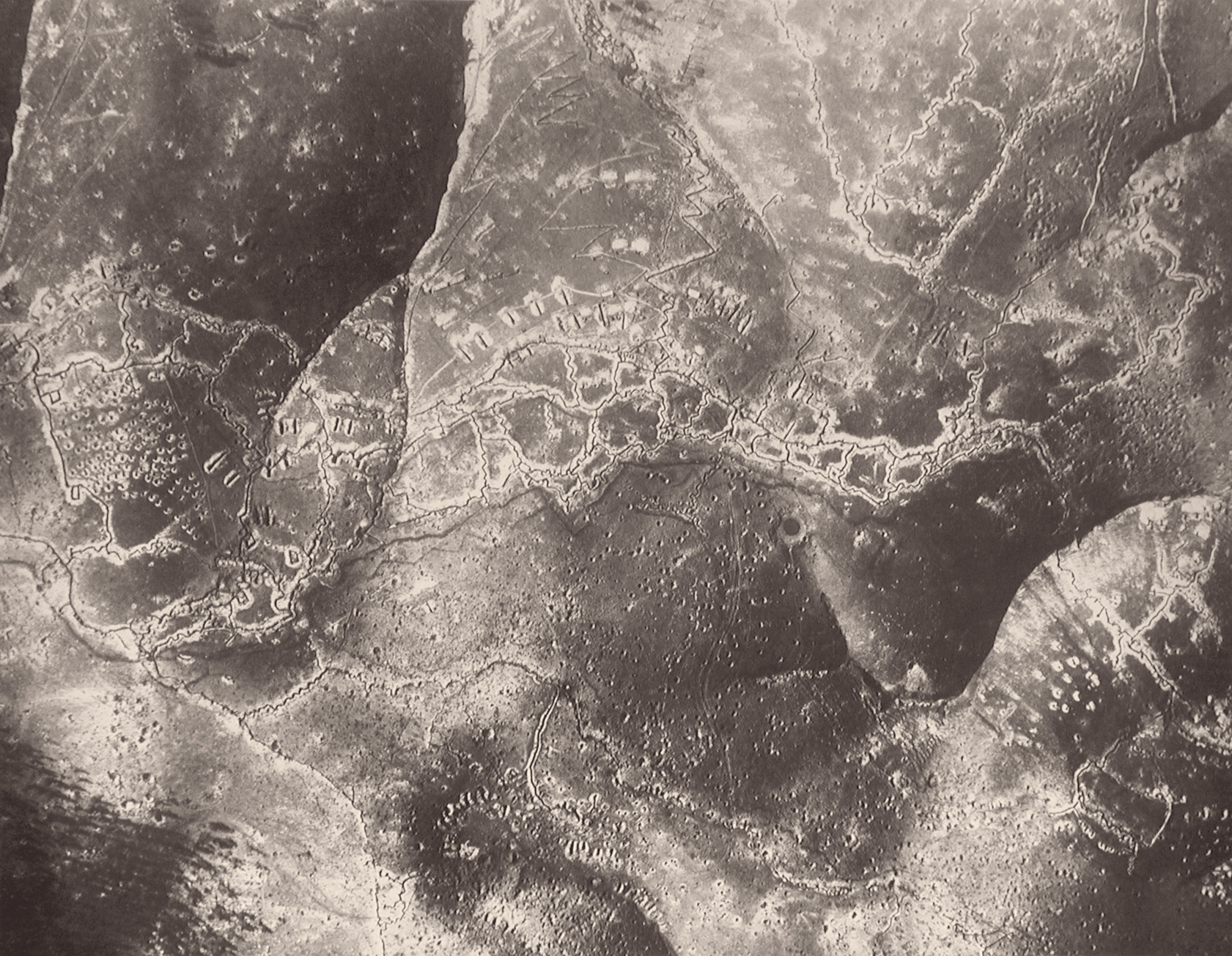
Luftaufnahmen der österreichischen Stellungen bei Asiago

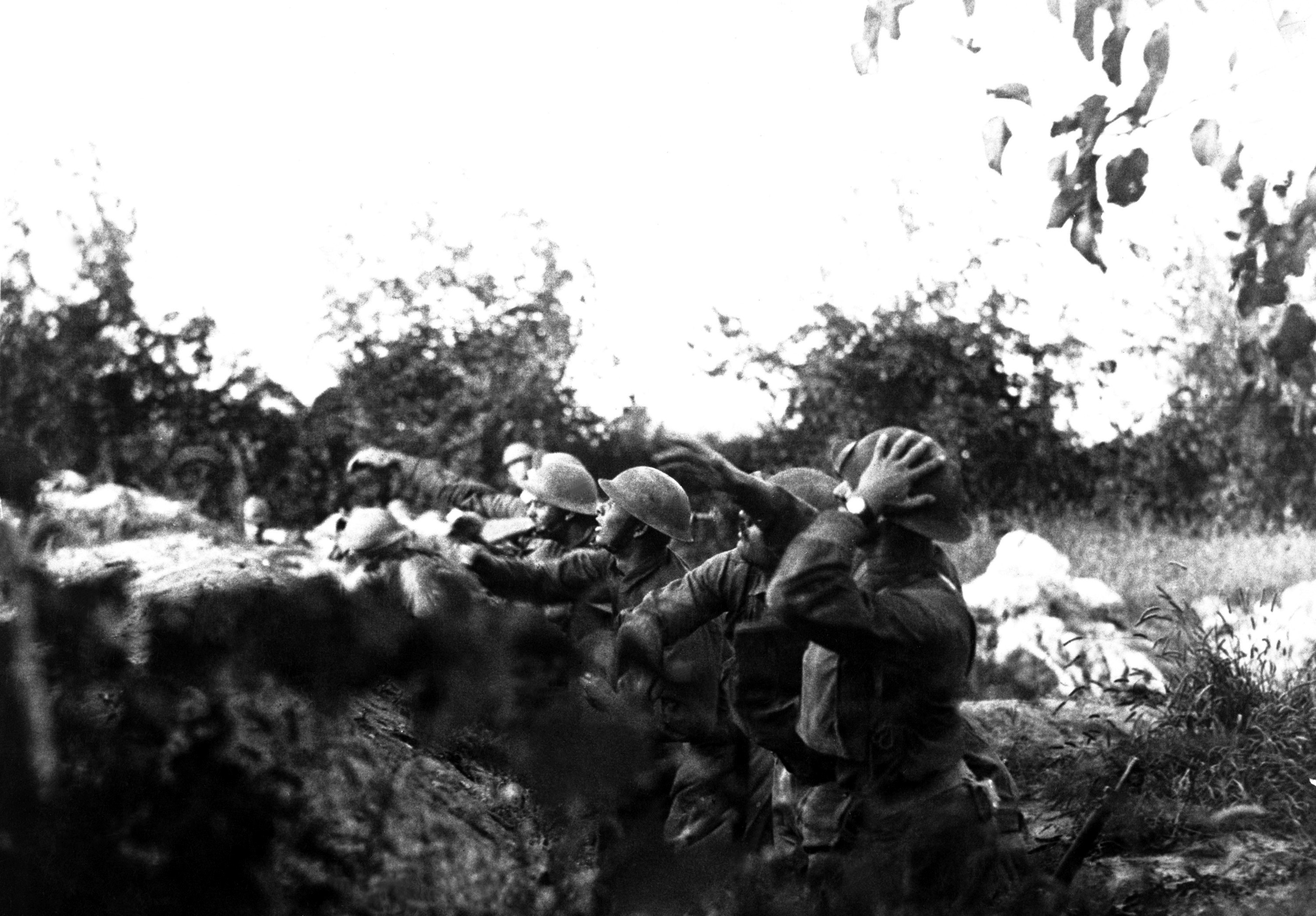
Soldaten des 332nd US Infantry Regiment beim Handgranatenwurf auf die österreichischen Stellungen

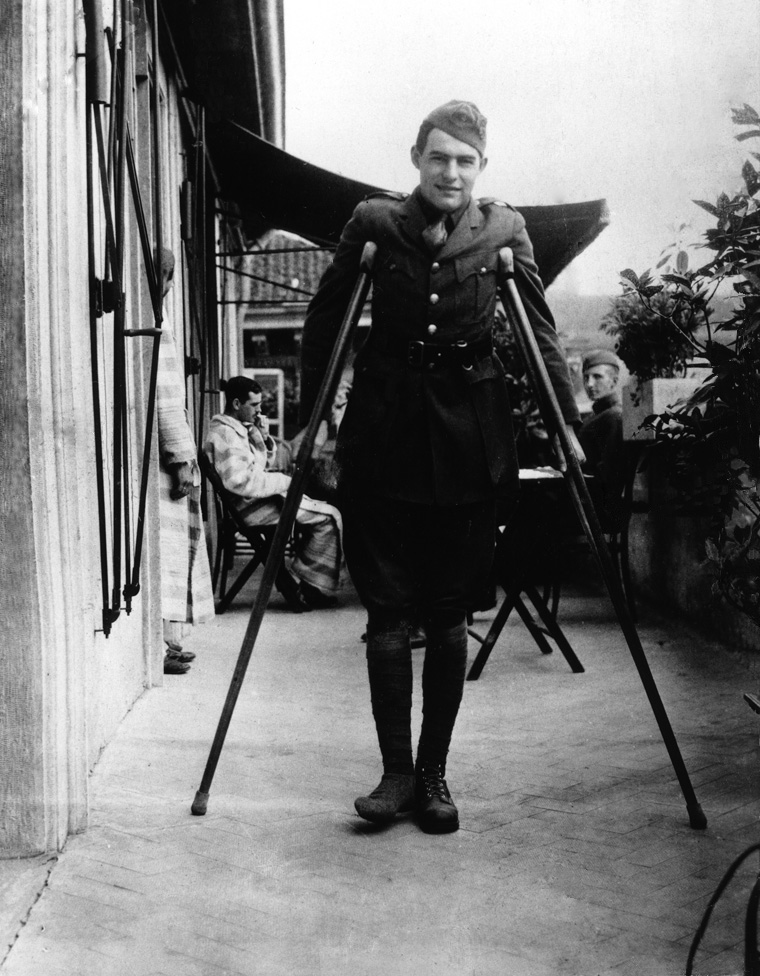
An der Piavefront verwundeter Ambulanzfahrer Ernest Hemingway in einem Militärhospital, September 1918

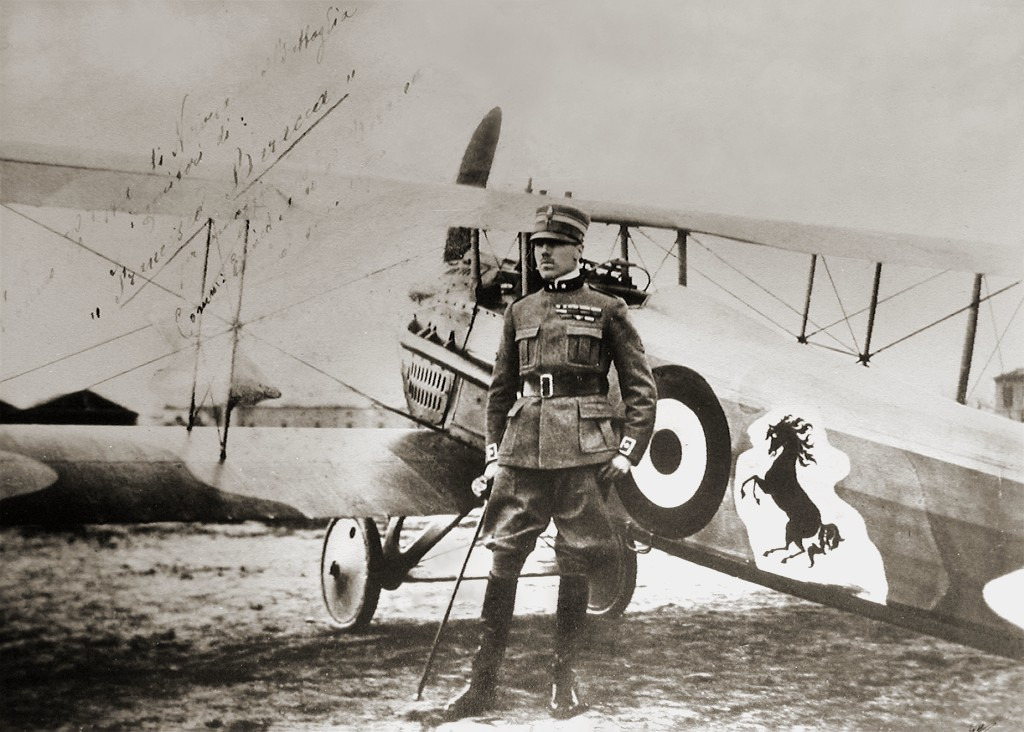
Das italienische Fliegerass Francesco Baracca kurz bevor er im Juni 1918 bei Montello (Piave) abgeschossen wurde.

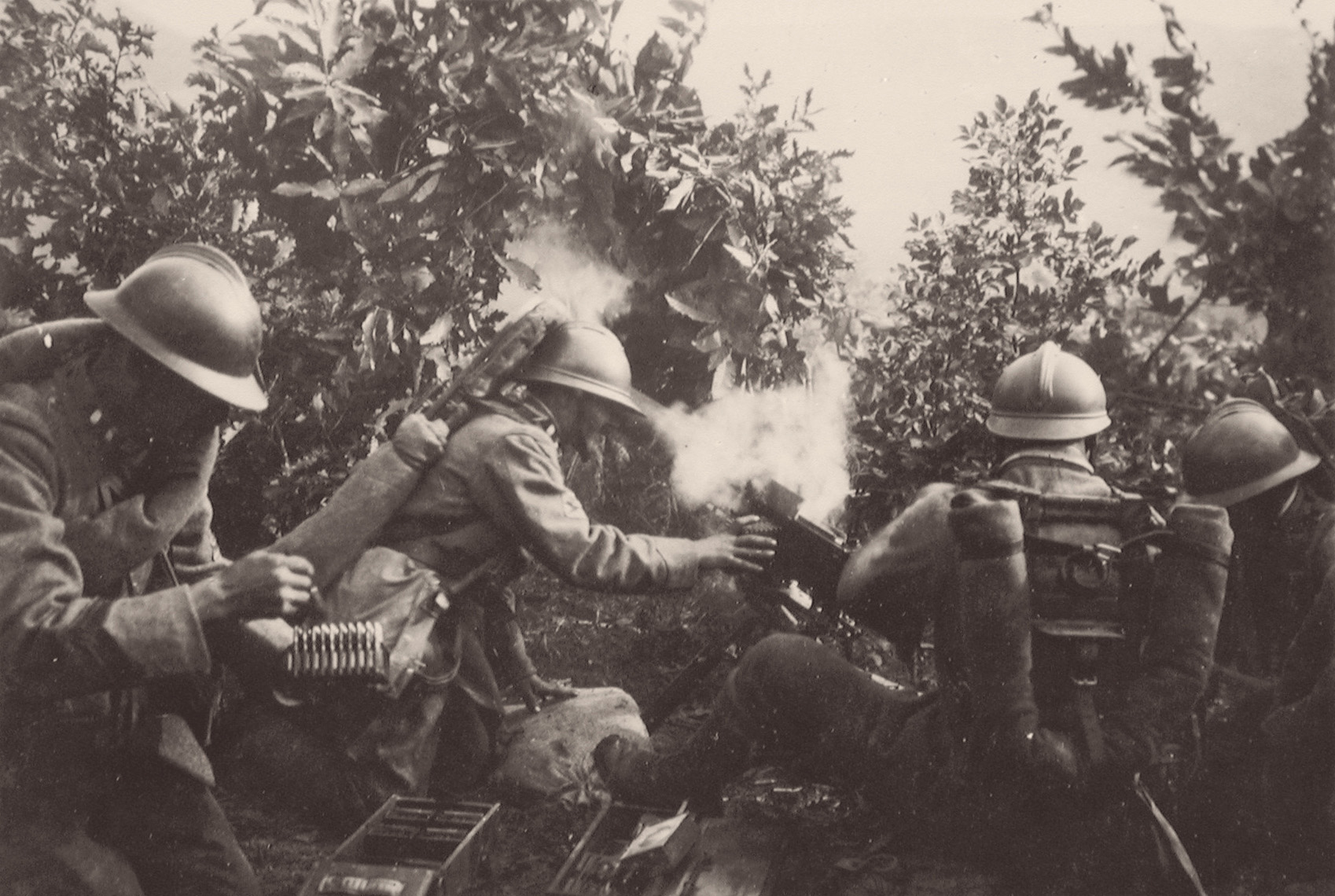
Feuerndes italienisches MG-Geschütz an der Piavefront

Die erste Piaveschlacht begann am 10. November 1917, der deutsch-österreichische Angriff konnte von den Italienern dank der rechtzeitig gesprengten Brücken und dank starken Artillerieeinsatzes bis zum 26. November erfolgreich abgewehrt werden.
Die Masse der 14. Armee erreichte am 9. November den Piave zwischen Susegana und Feltre. Die k.u.k. 22. Schützendivision (Generalmajor Müller) konnte südlich Longarone einen Brückenkopf auf dem westlichen Piave Ufer errichten. Die k.u.k. 55. Division stieß über Vittorio gegen Belluno vor. Die deutsche 117. Infanterie-Division erreichte den Piave ebenfalls, wurde aber durch italienische Artillerie am weiteren Vorgehen gestoppt. Auch die k.u.k. Heeresgruppe Boroevic schloss am 10. November links bis zur Piavemündung auf. Bei der 14. Armee erreichte die k.u.k 55. Division (Generalmajor Felix zu Schwarzenberg) Castione. Die Piavebrücken waren jedoch hier, bei Ponte nelle alpi und Cesana bereits gesprengt. Die 50. Division (FML Karl Gerabek) erreichte den Piave bei Bas und San Vito. Wegen der gesprengten Brücken und des heftigen Artilleriefeuers unterblieb der Versuch den Fluss zu überqueren. Bei Vidor versuchte die deutsche 12. Division unter Generalmajor Lequis den hier vorhandenen italienischen Brückenkopf einzudrücken und gleichzeitig mit Masse über die Brücke vorzudringen. In der Nacht wurde auch dieser italienische Brückenkopf aufgegeben und die Brücke gesprengt. Die k.u.k. 13. Schützendivision (FML Kalser) erreichte bei Nervesa den Fluss und entwickelte sich in ganzer Breite auf dem östlichen Ufer. Dabei wurden auf der gegenüberliegenden Seite starke feindliche Kräfte und Feldbefestigungen erkannt.
Bei der 14. Armee drohte eine Überdehnung der Nachschublinien, da sich der letzte nutzbare Bahnhof in San Lucia bei Tolmein befand. Südlich von Feltre entwickelte sich das Grappa Massiv, dass sich bald als unüberwindbares Hindernis herausstellen sollte. Die italienischen Einheiten hatten das Becken von Feltre bereits unter Zurücklassung nahezu der gesamten Ausrüstung geräumt und sich so der Umklammerung entzogen. Am 11. November wurde an mehreren Stellen der Piave überschritten und auf dem westlichen Ufer Brückenköpfe eingerichtet. Bei Zenson an der Piavemündung (Abschnitt der 2. Isonzoarmee) gelang der k.u.k. 44. Schützendivision unter FML von Iwanski am 12. November die Bildung eines kleinen Piave-Brückenkopfes auf dem Westufer, der am 26. Dezember aber wieder aufgegeben werden musste. Die englischen und französischen Divisionen blieben in der ersten Phase der Piaveschlacht zwischen Brescia, Mantua und der Brenta in Reserve. Beim Dorf Vas gelang Einheiten des Alpenkorps am 18. November ein Übergang am Piave, dabei operierte die deutsche Jäger-Division (Oberst Georg von Wodkte) auf Alano. Links von der Jäger-Division wurde das Alpenkorps bis Mitte Dezember gegenüber dem Monte Tomba eingesetzt.
Nachdem sich gezeigt hatte, dass die Italiener am Piave und auf dem Grappa die Front doch halten konnten, verlegte man die fünf britischen Divisionen am 24. November an die Piavefront, die sechs französischen kamen erst ab dem 5. Dezember zum Einsatz, u. a. auf dem Monte Tomba. Nach Einstellung dieses Angriffs versuchten die Mittelmächte, bei Asiago und am Monte Grappa vom 4. bis zum 23. Dezember 1917 einen Durchbruch von den Bergen aus zu erzwingen, was aber erneut am italienischen Widerstand scheiterte. Während dieser Piaveschlacht kämpften auf italienischer Seite noch nicht wehrpflichtige Männer des Jahrgangs 1899 und von den Schiffen der italienischen Marine geholte Matrosen (San-Marco-Regiment). Nach der ersten Piaveschlacht folgte Ende Januar 1918 eine begrenzte italienische Offensive nördlich von Vicenza. Briten und Franzosen zogen im März 1918 sechs ihrer insgesamt elf Divisionen wieder aus Italien ab. Auch die Deutschen verlegten ihre Truppen an die Westfront. Ernest Hemingway war seit dem Frühjahr 1918 als Freiwilliger an der Italienfront, wurde während der zweiten Piaveschlacht verwundet und verarbeitete seine persönlichen Eindrücke und Erfahrungen zusammen mit Berichten von Verwundeten in seinem Roman A Farewell to Arms (dt. In einem andern Land).

## Zweite Piaveschlacht im Juni 1918
Die Schlacht am Piave begann am 15. Juni 1918 mit einer großangelegten österreichischen Artillerievorbereitung von der Schweizer Grenze bis zur Adria. Der Schwerpunkt des österreichischen Angriffs lag auf der Hochebene von Asiago, am Grappa und am unteren Piave, doch in diesem südlichen Hauptoperationsraum fehlte eine eindeutige Schwerpunktsetzung. Österreichische Brückenköpfe am Westufer des Piave, vor Treviso, mussten unter schwerem italienischen Artilleriefeuer zurückgenommen werden. Auch der seit November 1917 an der Piavemündung bis zur Lagune von Venedig bestehende Brückenkopf hielt nicht stand.
Schwer gekämpft wurde auf dem Montello, einem Hügel beim Austritt des Piave aus den Alpen, sowie besonders auch auf dem Monte Grappa und dem benachbarten Col Moschin. Dort gelang es erst durch den Einsatz von Spezialkräften des italienischen IX. Korps einen österreichischen Durchbruch ins Tiefland zu verhindern. Die ausgemergelten Soldaten der Donaumonarchie kämpften mit dem Mut der Verzweiflung, weil sie wussten, dass es ihre letzte Chance war, den Krieg doch noch erfolgreich und vor allem schnell zu beenden. Aber auch die italienischen Soldaten gaben alles, denn es ging jetzt nicht mehr um einen Durchbruch am Isonzo, sondern um die Verteidigung des eigenen Landes. Schließlich blieb der österreichische Angriff im italienischen Abwehrfeuer stecken. Die Schlacht endete am 22. Juni 1918.
Propagandistische Hilfe leistete den Italienern die „interalliierte Propaganda-Kommission“ des Crewe House. Wegen des Überlaufens ethnischer Gruppen schrieb sich das Crewe-House aufgrund seiner propagandistischen Zersetzung einen Anteil am Sieg in der zweiten Piaveschlacht zu. Armando Diaz bedankte sich persönlich bei Kommissionsmitgliedern.

## Dritte Piaveschlacht im Herbst 1918
Die dritte Piaveschlacht begann am 24. Oktober 1918 und endete am 3. bzw. 4. November 1918 mit dem Waffenstillstand von Villa Giusti bei Padua. Die Überwindung des Piave im Tiefland war für das italienische Heer zunächst mit erheblichen Schwierigkeiten verbunden. Hochwasser zerstörte etliche Brücken der Pioniere. Doch der sichelartige Schnitt auf Vittorio Veneto (der Namenszusatz „Veneto“ kam erst 1923 dazu) bedeutete für die k.u.k. Armee das Ende. Auf dem Monte Grappa verteidigten die österreichischen Truppen ihre Stellungen bis zuletzt. Italien hatte nach eigenen Angaben in dieser letzten Schlacht knapp 40.000 Tote und Verwundete zu beklagen, davon fiel ein Großteil rund um das Grappa-Massiv.

## Ausgang
Mit dem Waffenstillstand von Villa Giusti am 3. November 1918 wurden von den Gegnern die Einstellung der Kampfhandlungen für den 4. November um 15.00 Uhr festgelegt. Da Ungarn seit 1. November 1918 mit Österreich nicht mehr in einer Realunion verbunden war, fühlte es sich von diesem Waffenstillstand nicht betroffen; es verhandelte mit der Entente separat und schloss mit ihr am 13. November 1918 in Belgrad eine Militärkonvention. Infolge fehlerhafter Kommunikation und Zeitabstimmung bei den Österreichern benutzten die Italiener die Zeit um noch eine große Anzahl von Kriegsgefangenen einzubringen. Fast die gesamte k.u.k. Heeresgruppe in Tirol wurde dadurch abgeschnitten und geriet in Gefangenschaft.